# Clickclickclick.com
Clickclickclick.com（クリッククリッククリックドットコム、CCC）とは全世界でクリック数を競い合うと言う主旨のゲームを開催していたイギリスのホームページである。

## リーグ制
ゲームごとに、順位によってポイントが蓄積されていく。1位は200p。以降6位までは上位に対し20pずつ減少して加算される。同様に16位までは上位に対し5p減、41位までは2p減となり、以降は0pとなる。
最終的にはゲームによって蓄積されたポイント数で総合優勝が決まる。

## 戦績[1][2]
| 回      | 開始日時       | 1位        | 2位            | 3位            | 4位                      | 5位                      | 6位                      |
| ------- | -------------- | ---------- | -------------- | -------------- | ------------------------ | ------------------------ | ------------------------ |
| Game1   |                | デンマーク | フィンランド   | エストニア     | チェコ                   | クロアチア               | スウェーデン             |
| Game2   | 2007年4月16日  | 日本       | ポーランド     | チリ           | イスラエル               | ハンガリー               | スロベニア               |
| Game3   | 2007年5月23日  | 日本       | ハンガリー     | チリ           | ポーランド               | フィンランド             | ノルウェー               |
| Game4   | 2007年5月31日  | ハンガリー | 日本           | チリ           | ポーランド               | フィンランド             | ノルウェー               |
| Game5   | 2007年6月11日  | 日本       | ハンガリー     | 台湾           | 香港                     | ポーランド               | フィンランド             |
| Game6   | 2007年6月20日  | 日本       | 台湾           | ハンガリー     | 香港                     | チリ                     | ポーランド               |
| Game7   | 2007年6月26日  | 台湾       | 日本           | ハンガリー     | 香港                     | 南極                     | ポーランド               |
| Game8   | 2007年7月2日   | 台湾       | 日本           | ハンガリー     | 南極                     | ポーランド               | 香港                     |
| Game9   | 2007年7月6日   | 台湾       | 日本           | ハンガリー     | ポーランド               | 香港                     | 南極                     |
| Game10  | 2007年7月10日  | 台湾       | 日本           | ハンガリー     | エストニア               | ブルガリア               | 南極                     |
| Game11  | 2007年7月17日  | 台湾       | 日本           | ハンガリー     | パラオ                   | ノルウェー               | チェコ                   |
| Game12  | 2007年7月25日  | 台湾       | ハンガリー     | 日本           | チェコ                   | ポーランド               | 香港                     |
| Game13  | 2007年7月30日  | ハンガリー | 日本           | 台湾           | ポーランド               | フィンランド             | チェコ                   |
| Game14  | 2007年8月9日   | 日本       | ハンガリー     | 台湾           | 南極                     | ポーランド               | フィンランド             |
| Game15  | 2007年8月14日  | ハンガリー | 日本           | 台湾           | 南極                     | 韓国                     | モザンビーク             |
| Game16  | 2007年8月21日  | 日本       | ハンガリー     | 台湾           | 南極                     | フィンランド             | ポーランド               |
| Game17  | 2007年8月27日  | 日本       | ハンガリー     | 台湾           | 南極                     | ギリシャ                 | ポーランド               |
| Game18  | 2007年9月5日   | 日本       | ハンガリー     | 台湾           | 韓国                     | ポーランド               | スペイン                 |
| Game19  | 2007年9月12日  | ハンガリー | 日本           | 台湾           | 南極                     | フィンランド             | ポーランド               |
| Game20  | 2007年9月18日  | ハンガリー | 日本           | 台湾           | ニュージーランド         | 南極                     | ギリシャ                 |
| Game21  | 2007年9月25日  | 日本       | ハンガリー     | 台湾           | 南極                     | エストニア               | ブルガリア               |
| Game22  | 2007年10月3日  | 日本       | ハンガリー     | 台湾           | Other                    | ポーランド               | エストニア               |
| Game23  | 2007年10月11日 | ハンガリー | 日本           | 台湾           | Other                    | エストニア               | カザフスタン             |
| Game24  | 2007年10月16日 | ハンガリー | 日本           | 台湾           | Other                    | デンマーク               | カザフスタン             |
| Game25  | 2007年10月22日 | ハンガリー | 日本           | 台湾           | Other                    | ブルガリア               | ギリシャ                 |
| Game26  | 2007年10月31日 | ハンガリー | 日本           | Other          | 台湾                     | ブルガリア               | ラトビア                 |
| Game27  | 2007年11月6日  | ハンガリー | 日本           | 台湾           | Other                    | ロシア                   | フィンランド             |
| Game28  | 2007年11月15日 | ハンガリー | 日本           | Other          | 台湾                     | チリ                     | ポーランド               |
| Game29  | 2007年11月21日 | ハンガリー | 日本           | Other          | 台湾                     | ラトビア                 | チリ                     |
| Game30  | 2007年11月28日 | 日本       | ハンガリー     | Other          | 台湾                     | ラトビア                 | ポーランド               |
| Game31  | 2007年12月5日  | 日本       | ハンガリー     | Other          | 台湾                     | チリ                     | ラトビア                 |
| Game32  | 2007年12月10日 | ハンガリー | 日本           | Other          | 台湾                     | フィンランド             | チリ                     |
| Game33  | 2007年12月17日 | ハンガリー | 日本           | Other          | 台湾                     | フランス                 | ベネズエラ               |
| Game34  | 2007年12月27日 | ハンガリー | 日本           | Other          | 台湾                     | ニュージーランド         | 韓国                     |
| Game35  | 2008年1月4日   | 日本       | ハンガリー     | 台湾           | フィンランド             | ニュージーランド         | リトアニア               |
| Game36  | 2008年1月8日   | 日本       | ハンガリー     | 台湾           | Other                    | ニュージーランド         | リトアニア               |
| Game37  | 2008年1月15日  | ハンガリー | Other          | 日本           | 北マケドニア             | 台湾                     | リトアニア               |
| Game38  | 2008年1月22日  | 日本       | ハンガリー     | Other          | 北マケドニア             | リトアニア               | デンマーク               |
| Game39  | 2008年1月29日  | 日本       | ハンガリー     | Other          | 北マケドニア             | ポーランド               | リトアニア               |
| Game40  | 2008年2月4日   | 日本       | ハンガリー     | Other          | 北マケドニア             | ブルガリア               | ポーランド               |
| Game41  | 2008年2月11日  | ハンガリー | 日本           | Other          | 北マケドニア             | リトアニア               | チリ                     |
| Game42  | 2008年2月19日  | ハンガリー | 日本           | Other          | 北マケドニア             | フィンランド             | スウェーデン             |
| Game43  | 2008年2月26日  | ハンガリー | 日本           | Other          | 北マケドニア             | チェコ                   | スペイン                 |
| Game44  | 2008年3月3日   | ハンガリー | 日本           | Other          | ボスニア・ヘルツェゴビナ | 北マケドニア             | フィンランド             |
| Game45  | 2008年3月12日  | ハンガリー | 日本           | Other          | スロバキア               | スペイン                 | ボスニア・ヘルツェゴビナ |
| Game46  | 2008年3月17日  | ハンガリー | 日本           | Other          | 台湾                     | スロバキア               | ポーランド               |
| Game47  | 2008年3月25日  | 日本       | ハンガリー     | Other          | 台湾                     | スウェーデン             | デンマーク               |
| Game48  | 2008年4月1日   | 日本       | ハンガリー     | Other          | 台湾                     | フィンランド             | スウェーデン             |
| Game49  | 2008年4月10日  | 日本       | ハンガリー     | Other          | 台湾                     | ポーランド               | デンマーク               |
| Game50  | 2008年4月17日  | 日本       | ハンガリー     | Other          | 台湾                     | ポーランド               | フィンランド             |
| Game51  | 2008年4月21日  | 日本       | ハンガリー     | Other          | 台湾                     | チリ                     | ブルガリア               |
| Game52  | 2008年4月28日  | 日本       | ハンガリー     | Other          | 台湾                     | イスラエル               | 北マケドニア             |
| Game53  | 2008年5月8日   | 日本       | ハンガリー     | Other          | 台湾                     | イスラエル               | 北マケドニア             |
| Game54  | 2008年5月13日  | 日本       | ハンガリー     | Other          | 台湾                     | ポーランド               | スウェーデン             |
| Game55  | 2008年5月21日  | 日本       | ハンガリー     | Other          | 台湾                     | ベネズエラ               | フランス                 |
| Game56  | 2008年5月26日  | 日本       | ハンガリー     | Other          | 台湾                     | 北マケドニア             | ベネズエラ               |
| Game57  | 2008年6月3日   | 日本       | ハンガリー     | Other          | 台湾                     | 北マケドニア             | ロシア                   |
| Game58  | 2008年6月12日  | 日本       | ハンガリー     | Other          | 台湾                     | 北マケドニア             | ベルギー                 |
| Game59  | 2008年6月19日  | 日本       | ハンガリー     | Other          | 台湾                     | 北マケドニア             | 中国                     |
| Game60  | 2008年6月23日  | 日本       | ハンガリー     | Other          | 北マケドニア             | 中国                     | 台湾                     |
| Game61  | 2008年6月30日  | 日本       | ハンガリー     | 台湾           | Other                    | 北マケドニア             | 中国                     |
| Game62  | 2008年7月7日   | 日本       | ハンガリー     | Other          | アメリカ領サモア         | 台湾                     | 中国                     |
| Game63  | 2008年7月14日  | 日本       | ハンガリー     | Other          | 中国                     | 台湾                     | エストニア               |
| Game64  | 2008年7月21日  | 日本       | ハンガリー     | Other          | 台湾                     | ポーランド               | 中国                     |
| Game65  | 2008年7月30日  | ハンガリー | 日本           | Other          | ポーランド               | 中国                     | 台湾                     |
| Game66  | 2008年8月5日   | ハンガリー | 日本           | Other          | ポーランド               | 台湾                     | フィンランド             |
| Game67  | 2008年8月11日  | ハンガリー | 日本           | Other          | フィンランド             | 北マケドニア             | ギリシャ                 |
| Game68  | 2008年8月18日  | 日本       | ハンガリー     | Other          | デンマーク               | 北マケドニア             | ギリシャ                 |
| Game69  | 2008年8月26日  | 日本       | ハンガリー     | Other          | 北マケドニア             | ギリシャ                 | ポーランド               |
| Game70  | 2008年9月1日   | 日本       | ハンガリー     | Other          | 北マケドニア             | ギリシャ                 | ポーランド               |
| Game71  | 2008年9月9日   | 日本       | ハンガリー     | Other          | 北マケドニア             | アルゼンチン             | ノルウェー               |
| Game72  | 2008年9月16日  | 日本       | ハンガリー     | ベネズエラ     | Other                    | 北マケドニア             | ポーランド               |
| Game73  | 2008年9月22日  | 日本       | ハンガリー     | Other          | ベネズエラ               | イスラエル               | リトアニア               |
| Game74  | 2008年9月30日  | 日本       | ハンガリー     | Other          | スペイン                 | ベネズエラ               | コロンビア               |
| Game75  | 2008年10月9日  | 日本       | ハンガリー     | Other          | スペイン                 | ベネズエラ               | コロンビア               |
| Game76  | 2008年10月15日 | 日本       | ハンガリー     | Other          | イスラエル               | ニュージーランド         | デンマーク               |
| Game77  | 2008年10月21日 | 日本       | ハンガリー     | Other          | 北マケドニア             | ベネズエラ               | ポーランド               |
| Game78  | 2008年10月29日 | 日本       | ハンガリー     | Other          | イラン                   | ラトビア                 | 北マケドニア             |
| Game79  | 2008年11月3日  | 日本       | ハンガリー     | Other          | 北マケドニア             | イタリア                 | ブルガリア               |
| Game80  | 2008年11月10日 | 日本       | ハンガリー     | Other          | 北マケドニア             | イラン                   | ポーランド               |
| Game81  | 2008年11月17日 | 日本       | ハンガリー     | Other          | 北マケドニア             | ポーランド               | アメリカ合衆国           |
| Game82  | 2008年11月26日 | 日本       | ハンガリー     | Other          | ニュージーランド         | ベネズエラ               | ポーランド               |
| Game83  | 2008年12月1日  | 日本       | ハンガリー     | Other          | 北マケドニア             | ニュージーランド         | ブルガリア               |
| Game84  | 2008年12月10日 | ハンガリー | 日本           | Other          | エストニア               | ベネズエラ               | ブラジル                 |
| Game85  | 2008年12月15日 | 日本       | ハンガリー     | Other          | ベネズエラ               | ブルガリア               | ポーランド               |
| Game86  | 2008年12月23日 | 日本       | ハンガリー     | Other          | スロベニア               | 北マケドニア             | ポーランド               |
| Game87  | 2008年12月29日 | 日本       | ハンガリー     | Other          | ポーランド               | ベネズエラ               | ブルガリア               |
| Game88  | 2009年1月5日   | 日本       | ハンガリー     | Other          | ベネズエラ               | 北マケドニア             | エストニア               |
| Game89  | 2009年1月13日  | 日本       | ハンガリー     | Other          | ベネズエラ               | エストニア               | ポーランド               |
| Game90  | 2009年1月21日  | 日本       | ハンガリー     | Other          | エストニア               | ポーランド               | ベネズエラ               |
| Game91  | 2009年1月27日  | ハンガリー | 日本           | Other          | ポーランド               | スロベニア               | ブルガリア               |
| Game92  | 2009年2月2日   | ハンガリー | 日本           | Other          | ポーランド               | 北マケドニア             | エストニア               |
| Game93  | 2009年2月9日   | ハンガリー | 日本           | Other          | スペイン                 | エストニア               | ポーランド               |
| Game94  | 2009年2月16日  | ハンガリー | 日本           | Other          | エストニア               | スロベニア               | フィンランド             |
| Game95  | 2009年2月23日  | ハンガリー | 日本           | Other          | フィンランド             | 北マケドニア             | ポーランド               |
| Game96  | 2009年3月5日   | ハンガリー | 日本           | Other          | スロベニア               | ベネズエラ               | 北マケドニア             |
| Game97  | 2009年3月10日  | ハンガリー | 日本           | Other          | エストニア               | スロベニア               | リトアニア               |
| Game98  | 2009年3月19日  | ハンガリー | 日本           | Other          | ニュージーランド         | ベネズエラ               | ブルガリア               |
| Game99  | 2009年3月23日  | ハンガリー | 日本           | Other          | オランダ                 | スロベニア               | エストニア               |
| Game100 | 2009年4月1日   | 日本       | ハンガリー     | Other          | フィンランド             | オランダ                 | エストニア               |
| Game101 | 2009年4月6日   | ハンガリー | 日本           | Other          | ポーランド               | リトアニア               | ベネズエラ               |
| Game102 | 2009年4月14日  | 日本       | ハンガリー     | Other          | ポーランド               | クロアチア               | ブルガリア               |
| Game103 | 2009年4月21日  | 日本       | ハンガリー     | Other          | ポーランド               | クロアチア               | ベネズエラ               |
| Game104 | 2009年4月29日  | 日本       | ハンガリー     | Other          | 中国                     | クロアチア               | ポーランド               |
| Game105 | 2009年5月5日   | ハンガリー | 日本           | Other          | デンマーク               | タイ                     | ポーランド               |
| Game106 | 2009年5月12日  | ハンガリー | 日本           | Other          | ポーランド               | リトアニア               | デンマーク               |
| Game107 | 2009年5月18日  | 日本       | ハンガリー     | Other          | ポーランド               | リトアニア               | ブルガリア               |
| Game108 | 2009年5月25日  | 日本       | ハンガリー     | 南極           | Other                    | ラトビア                 | リトアニア               |
| Game109 | 2009年6月2日   | ハンガリー | 日本           | Other          | ブラジル                 | ポーランド               | ブルガリア               |
| Game110 | 2009年6月8日   | ハンガリー | 日本           | Other          | スロベニア               | ブルガリア               | トーゴ                   |
| Game111 | 2009年6月18日  | ハンガリー | 日本           | Other          | オランダ                 | トーゴ                   | スロベニア               |
| Game112 | 2009年6月22日  | ハンガリー | 日本           | ポーランド     | スロベニア               | フィンランド             | スロバキア               |
| Game113 | 2009年7月1日   | ハンガリー | 日本           | ポーランド     | トンガ                   | フィンランド             | スロバキア               |
| Game114 | 2009年7月6日   | ハンガリー | 日本           | フィンランド   | スペイン                 | トンガ                   | ベネズエラ               |
| Game115 | 2009年7月13日  | 日本       | ハンガリー     | インド         | フィンランド             | ポーランド               | Other                    |
| Game116 | 2009年7月20日  | 日本       | ハンガリー     | Other          | トーゴ                   | ポーランド               | フィンランド             |
| Game117 | 2009年7月28日  | ハンガリー | 日本           | Other          | トーゴ                   | イスラエル               | ポーランド               |
| Game118 | 2009年8月3日   | ハンガリー | 日本           | ベネズエラ     | 台湾                     | スウェーデン             | トーゴ                   |
| Game119 | 2009年8月10日  | ハンガリー | 日本           | トーゴ         | ポーランド               | フィンランド             | スロバキア               |
| Game120 | 2009年8月18日  | ハンガリー | 日本           | トーゴ         | ポーランド               | イギリス                 | リトアニア               |
| Game121 | 2009年8月28日  | ハンガリー | 日本           | トーゴ         | ポーランド               | イギリス                 | 香港                     |
| Game122 | 2009年8月31日  | ハンガリー | 日本           | トーゴ         | トンガ                   | フィンランド             | イギリス                 |
| Game123 | 2009年9月7日   | ハンガリー | 日本           | トーゴ         | リベリア                 | カナダ                   | トルコ                   |
| Game124 | 2009年9月14日  | ハンガリー | 日本           | Other          | トーゴ                   | ベネズエラ               | ブルガリア               |
| Game125 | 2009年9月24日  | 日本       | ハンガリー     | トーゴ         | ブルガリア               | リトアニア               | ラトビア                 |
| Game126 | 2009年9月28日  | 日本       | ハンガリー     | トーゴ         | 台湾                     | ラトビア                 | ポーランド               |
| Game127 | 2009年10月8日  | 日本       | ハンガリー     | トーゴ         | Other                    | 台湾                     | ポーランド               |
| Game128 | 2009年10月13日 | 日本       | ハンガリー     | トーゴ         | 台湾                     | ポーランド               | オランダ                 |
| Game129 | 2009年10月20日 | 日本       | ハンガリー     | トーゴ         | Other                    | トンガ                   | 台湾                     |
| Game130 | 2009年10月26日 | 日本       | ハンガリー     | トーゴ         | トンガ                   | ノルウェー               | ポーランド               |
| Game131 | 2009年11月2日  | 日本       | ハンガリー     | トーゴ         | トンガ                   | ポーランド               | フィンランド             |
| Game132 | 2009年11月9日  | ハンガリー | 日本           | ブルガリア     | トーゴ                   | ポーランド               | ノルウェー               |
| Game133 | 2009年11月17日 | ハンガリー | 日本           | Other          | トーゴ                   | フィンランド             | 台湾                     |
| Game134 | 2009年11月26日 | ハンガリー | 日本           | Other          | トーゴ                   | スウェーデン             | ノルウェー               |
| Game135 | 2009年12月2日  | ハンガリー | 日本           | トーゴ         | 韓国                     | ノルウェー               | ロシア                   |
| Game136 | 2009年12月10日 | ハンガリー | 日本           | トーゴ         | ノルウェー               | 中国                     | ポーランド               |
| Game137 | 2009年12月14日 | ハンガリー | 日本           | トーゴ         | ノルウェー               | 台湾                     | ポーランド               |
| Game138 | 2009年12月21日 | ハンガリー | 日本           | フランス       | トーゴ                   | ポルトガル               | 韓国                     |
| Game139 | 2009年12月28日 | ハンガリー | 日本           | Other          | リトアニア               | ベネズエラ               | フランス                 |
| Game140 | 2010年1月4日   | ハンガリー | 日本           | ポーランド     | フランス                 | スイス                   | Other                    |
| Game141 | 2010年1月12日  | ハンガリー | 日本           | トーゴ         | ベネズエラ               | ブルガリア               | ポルトガル               |
| Game142 | 2010年1月18日  | ハンガリー | 日本           | ベネズエラ     | スペイン                 | トーゴ                   | スイス                   |
| Game143 | 2010年1月25日  | ハンガリー | 日本           | ベネズエラ     | トーゴ                   | ブルガリア               | デンマーク               |
| Game144 | 2010年2月1日   | ハンガリー | 日本           | スペイン       | スロベニア               | ブルガリア               | トーゴ                   |
| Game145 | 2010年2月10日  | ハンガリー | 日本           | ベネズエラ     | トーゴ                   | ポーランド               | ブルガリア               |
| Game146 | 2010年2月17日  | ハンガリー | 日本           | ポーランド     | スロベニア               | ボスニア・ヘルツェゴビナ | リトアニア               |
| Game147 | 2010年2月22日  | ハンガリー | 日本           | ポーランド     | トーゴ                   | スロベニア               | ベネズエラ               |
| Game148 | 2010年3月3日   | ハンガリー | 日本           | ポーランド     | トーゴ                   | ベネズエラ               | スロベニア               |
| Game149 | 2010年3月11日  | ハンガリー | ポーランド     | 日本           | 台湾                     | ベネズエラ               | フィンランド             |
| Game150 | 2010年3月16日  | ハンガリー | ポーランド     | フィンランド   | 日本                     | イスラエル               | リトアニア               |
| Game151 | 2010年3月25日  | ハンガリー | フィンランド   | ポーランド     | 日本                     | 香港                     | ベリーズ                 |
| Game152 | 2010年4月7日   | ハンガリー | フィンランド   | 日本           | ポーランド               | ベリーズ                 | トーゴ                   |
| Game153 | 2010年4月13日  | ハンガリー | フィンランド   | ポーランド     | 日本                     | 台湾                     | デンマーク               |
| Game154 | 2010年4月20日  | ハンガリー | フィンランド   | ポーランド     | 日本                     | トーゴ                   | 台湾                     |
| Game155 | 2010年4月29日  | ハンガリー | フィンランド   | 日本           | ポーランド               | リトアニア               | トーゴ                   |
| Game156 | 2010年5月3日   | ハンガリー | フィンランド   | ポーランド     | 日本                     | 韓国                     | チェコ                   |
| Game157 | 2010年5月13日  | ハンガリー | フィンランド   | ポーランド     | 日本                     | トーゴ                   | デンマーク               |
| Game158 | 2010年5月18日  | ハンガリー | フィンランド   | ポーランド     | 日本                     | 韓国                     | トーゴ                   |
| Game159 | 2010年5月24日  | ハンガリー | フィンランド   | ポーランド     | 日本                     | トーゴ                   | 台湾                     |
| Game160 | 2010年6月3日   | ハンガリー | 日本           | フィンランド   | ポーランド               | 台湾                     | ノルウェー               |
| Game161 | 2010年6月10日  | ハンガリー | 日本           | フィンランド   | トーゴ                   | 台湾                     | ノルウェー               |
| Game162 | 2010年6月16日  | ハンガリー | 日本           | 台湾           | トーゴ                   | ポーランド               | チェコ                   |
| Game163 | 2010年6月24日  | ハンガリー | 日本           | フィンランド   | トーゴ                   | 台湾                     | ポーランド               |
| Game164 | 2010年7月1日   | ハンガリー | 日本           | フィンランド   | 台湾                     | ポーランド               | メキシコ                 |
| Game165 | 2010年7月6日   | ハンガリー | 日本           | フィンランド   | 台湾                     | ポーランド               | カナダ                   |
| Game166 | 2010年7月13日  | ハンガリー | 日本           | フィンランド   | 台湾                     | ポーランド               | ノルウェー               |
| Game167 | 2010年7月21日  | ハンガリー | 日本           | フィンランド   | 台湾                     | ポーランド               | チェコ                   |
| Game168 | 2010年7月26日  | ハンガリー | フィンランド   | 日本           | 台湾                     | トーゴ                   | ポーランド               |
| Game169 | 2010年8月4日   | ハンガリー | フィンランド   | 日本           | ポーランド               | 韓国                     | チェコ                   |
| Game170 | 2010年8月12日  | ハンガリー | フィンランド   | 日本           | イスラエル               | ポーランド               | 台湾                     |
| Game171 | 2010年8月17日  | ハンガリー | 日本           | ポーランド     | フィンランド             | 香港                     | イギリス                 |
| Game172 | 2010年8月23日  | ハンガリー | フィンランド   | 日本           | ポーランド               | トーゴ                   | チェコ                   |
| Game173 | 2010年8月31日  | ハンガリー | フィンランド   | 日本           | ポーランド               | イタリア                 | トーゴ                   |
| Game174 | 2010年9月8日   | ハンガリー | 日本           | フィンランド   | ポーランド               | トーゴ                   | リトアニア               |
| Game175 | 2010年9月13日  | 日本       | ハンガリー     | フィンランド   | トーゴ                   | ジブチ                   | チェコ                   |
| Game176 | 2010年9月21日  | ハンガリー | 日本           | フィンランド   | ポーランド               | エストニア               | トーゴ                   |
| Game177 | 2010年9月28日  | ハンガリー | 日本           | ポーランド     | フィンランド             | ノルウェー               | エストニア               |
| Game178 | 2010年10月7日  | ハンガリー | 日本           | フィンランド   | トーゴ                   | ポーランド               | ソロモン諸島             |
| Game179 | 2010年10月14日 | ハンガリー | 日本           | ポーランド     | フィンランド             | トーゴ                   | イギリス                 |
| Game180 | 2010年10月19日 | ハンガリー | フィンランド   | 日本           | ポーランド               | トーゴ                   | ソロモン諸島             |
| Game181 | 2010年10月25日 | ハンガリー | 日本           | フィンランド   | トーゴ                   | ポーランド               | ソロモン諸島             |
| Game182 | 2010年11月3日  | ハンガリー | フィンランド   | 日本           | ポーランド               | トーゴ                   | ポルトガル               |
| Game183 | 2010年11月11日 | ハンガリー | フィンランド   | ポーランド     | 日本                     | ポルトガル               | 香港                     |
| Game184 | 2010年11月16日 | ハンガリー | フィンランド   | 日本           | ポーランド               | ポルトガル               | トーゴ                   |
| Game185 | 2010年11月25日 | ハンガリー | フィンランド   | 日本           | ポーランド               | ポルトガル               | トーゴ                   |
| Game186 | 2010年11月30日 | ハンガリー | フィンランド   | 日本           | ポーランド               | ポルトガル               | トーゴ                   |
| Game187 | 2010年12月9日  | ハンガリー | フィンランド   | 日本           | ポーランド               | イギリス                 | ポルトガル               |
| Game188 | 2010年12月16日 | ハンガリー | フィンランド   | 日本           | ポーランド               | イギリス                 | アメリカ合衆国           |
| Game189 | 2010年12月21日 | ハンガリー | フィンランド   | 日本           | ポーランド               | イギリス                 | イスラエル               |
| Game190 | 2010年12月27日 | ハンガリー | フィンランド   | 日本           | ポーランド               | ラトビア                 | ベネズエラ               |
| Game191 | 2011年1月4日   | ハンガリー | 日本           | ポーランド     | ノルウェー               | イギリス                 | アメリカ合衆国           |
| Game192 | 2011年1月12日  | ハンガリー | 日本           | ポーランド     | ノルウェー               | スイス                   | デンマーク               |
| Game193 | 2011年1月18日  | ハンガリー | 日本           | ポーランド     | ノルウェー               | アメリカ合衆国           | イギリス                 |
| Game194 | 2011年1月24日  | ハンガリー | 日本           | アメリカ合衆国 | ポーランド               | イギリス                 | ノルウェー               |
| Game195 | 2011年2月2日   | ハンガリー | 日本           | チリ           | ポーランド               | アメリカ合衆国           | イギリス                 |
| Game196 | 2011年2月7日   | ハンガリー | 日本           | アメリカ合衆国 | ポーランド               | ノルウェー               | スペイン                 |
| Game197 | 2011年2月15日  | ハンガリー | 日本           | トーゴ         | ポーランド               | アメリカ合衆国           | ポルトガル               |
| Game198 | 2011年2月24日  | 日本       | ハンガリー     | デンマーク     | トーゴ                   | ポーランド               | ノルウェー               |
| Game199 | 2011年2月28日  | 日本       | ハンガリー     | ポーランド     | デンマーク               | ノルウェー               | イギリス                 |
| Game200 | 2011年3月10日  | ハンガリー | 日本           | フィンランド   | ノルウェー               | ポーランド               | ポルトガル               |
| Game201 | 2011年3月17日  | ハンガリー | 日本           | ポーランド     | オランダ                 | ノルウェー               | アメリカ合衆国           |
| Game202 | 2011年3月21日  | ハンガリー | 日本           | ポーランド     | スウェーデン             | ノルウェー               | オランダ                 |
| Game203 | 2011年3月28日  | ハンガリー | ポーランド     | 日本           | オランダ                 | ノルウェー               | フィンランド             |
| Game204 | 2011年4月5日   | ハンガリー | 日本           | ポーランド     | スウェーデン             | ノルウェー               | リトアニア               |
| Game205 | 2011年4月11日  | ハンガリー | 日本           | 台湾           | ポーランド               | スウェーデン             | コスタリカ               |
| Game206 | 2011年4月20日  | ハンガリー | 日本           | ポーランド     | スロベニア               | ノルウェー               | ベルギー                 |
| Game207 | 2011年4月27日  | ハンガリー | 日本           | スウェーデン   | ノルウェー               | ポーランド               | アメリカ合衆国           |
| Game208 | 2011年5月2日   | ハンガリー | ポーランド     | 日本           | ノルウェー               | ベルギー                 | アイルランド             |
| Game209 | 2011年5月9日   | ハンガリー | 日本           | スウェーデン   | フランス                 | ポーランド               | ベルギー                 |
| Game210 | 2011年5月18日  | ハンガリー | 日本           | ポーランド     | トルコ                   | スウェーデン             | スロバキア               |
| Game211 | 2011年5月25日  | ハンガリー | 日本           | ポーランド     | ベルギー                 | オランダ                 | 台湾                     |
| Game212 | 2011年6月2日   | ハンガリー | 日本           | フィンランド   | スロバキア               | スウェーデン             | ポーランド               |
| Game213 | 2011年6月8日   | ハンガリー | 日本           | スロバキア     | ポーランド               | フィンランド             | オランダ                 |
| Game214 | 2011年6月13日  | ハンガリー | 日本           | ポーランド     | スロバキア               | ノルウェー               | イギリス                 |
| Game215 | 2011年6月20日  | ハンガリー | 日本           | ポーランド     | スロバキア               | ノルウェー               | キプロス                 |
| Game216 | 2011年6月28日  | ハンガリー | 日本           | スロバキア     | ポーランド               | コスタリカ               | チリ                     |
| Game217 | 2011年7月4日   | ハンガリー | ポーランド     | 日本           | デンマーク               | ノルウェー               | スロバキア               |
| Game218 | 2011年7月9日   | ハンガリー | 日本           | ポーランド     | コスタリカ               | ノルウェー               | デンマーク               |
| Game219 | 2011年7月12日  | ハンガリー | 日本           | ポーランド     | スロバキア               | ノルウェー               | 中国                     |
| Game220 | 2011年7月20日  | ハンガリー | 日本           | スロバキア     | ポーランド               | ノルウェー               | イギリス                 |
| Game221 | 2011年7月27日  | ハンガリー | 日本           | スロバキア     | ポーランド               | ノルウェー               | イギリス                 |
| Game222 | 2011年8月3日   | ハンガリー | 日本           | ポーランド     | フィンランド             | スロバキア               | ノルウェー               |
| Game223 | 2011年8月11日  | ハンガリー | ポーランド     | 日本           | イギリス                 | ノルウェー               | スロバキア               |
| Game224 | 2011年8月18日  | ハンガリー | ポーランド     | 日本           | スロバキア               | ノルウェー               | 香港                     |
| Game225 | 2011年8月22日  | ハンガリー | 日本           | ノルウェー     | ポーランド               | スロバキア               | イギリス                 |
| Game226 | 2011年8月31日  | ハンガリー | 日本           | ポーランド     | スロバキア               | アルゼンチン             | ノルウェー               |
| Game227 | 2011年9月7日   | ハンガリー | 日本           | ポーランド     | スロバキア               | ノルウェー               | アメリカ合衆国           |
| Game228 | 2011年9月13日  | ハンガリー | 日本           | ポーランド     | スロバキア               | アメリカ合衆国           | ノルウェー               |
| Game229 | 2011年9月19日  | ハンガリー | ポーランド     | 日本           | 中国                     | ノルウェー               | スロバキア               |
| Game230 | 2011年9月26日  | ハンガリー | ポーランド     | 日本           | トルコ                   | スロバキア               | 中国                     |
| Game231 | 2011年9月29日  | ハンガリー | 中国           | ポーランド     | ノルウェー               | イギリス                 | 日本                     |
| Game232 | 2011年10月5日  | ハンガリー | 中国           | ポルトガル     | 日本                     | スロバキア               | ポーランド               |
| Game233 | 2011年10月10日 | ハンガリー | 日本           | フランス       | スロバキア               | ポーランド               | ラトビア                 |
| Game234 | 2011年10月17日 | ハンガリー | スロバキア     | ポーランド     | 日本                     | ギリシャ                 | ノルウェー               |
| Game235 | 2011年10月26日 | ハンガリー | ポーランド     | スロバキア     | 日本                     | ノルウェー               | ギリシャ                 |
| Game236 | 2011年10月31日 | ハンガリー | ギリシャ       | 日本           | ポーランド               | スロバキア               | ノルウェー               |
| Game237 | 2011年11月9日  | ハンガリー | 日本           | スロバキア     | ポーランド               | 中国                     | ギリシャ                 |
| Game238 | 2011年11月14日 | ハンガリー | 日本           | スロバキア     | ギリシャ                 | アメリカ合衆国           | ポーランド               |
| Game239 | 2011年11月24日 | ハンガリー | 日本           | スロバキア     | ポーランド               | ポルトガル               | ノルウェー               |
| Game240 | 2011年12月1日  | ハンガリー | 日本           | ポーランド     | スロバキア               | ノルウェー               | 中国                     |
| Game241 | 2011年12月7日  | ハンガリー | 日本           | スロバキア     | ポーランド               | ノルウェー               | アメリカ合衆国           |
| Game242 | 2011年12月15日 | 日本       | ハンガリー     | スロバキア     | ポーランド               | ノルウェー               | ポルトガル               |
| Game243 | 2011年12月19日 | 日本       | ハンガリー     | ポーランド     | スロバキア               | ノルウェー               | イギリス                 |
| Game244 | 2011年12月27日 | ハンガリー | 日本           | スロバキア     | ポーランド               | ノルウェー               | ポルトガル               |
| Game245 | 2012年1月4日   | ハンガリー | スロバキア     | 日本           | ノルウェー               | ポーランド               | 中国                     |
| Game246 | 2012年1月10日  | ハンガリー | スロバキア     | ポーランド     | 日本                     | ギリシャ                 | イギリス                 |
| Game247 | 2012年1月16日  | ハンガリー | ポーランド     | 日本           | スロバキア               | セルビア                 | ギリシャ                 |
| Game248 | 2012年1月24日  | ハンガリー | ポーランド     | スロバキア     | 日本                     | アメリカ合衆国           | イギリス                 |
| Game249 | 2012年1月30日  | ハンガリー | ポーランド     | スロバキア     | 日本                     | リトアニア               | イギリス                 |
| Game250 | 2012年2月6日   | ハンガリー | スロバキア     | ポーランド     | 日本                     | アイスランド             | アメリカ合衆国           |
| Game251 | 2012年2月16日  | ハンガリー | スロバキア     | ポーランド     | ロシア                   | トルコ                   | クロアチア               |
| Game252 | 2012年2月23日  | ハンガリー | スロバキア     | ポーランド     | 日本                     | ロシア                   | アメリカ合衆国           |
| Game253 | 2012年3月1日   | ハンガリー | スロバキア     | ポーランド     | イギリス                 | 香港                     | 日本                     |
| Game254 | 2012年3月8日   | ハンガリー | スロバキア     | 香港           | ポーランド               | イギリス                 | ラトビア                 |
| Game255 | 2012年3月15日  | ハンガリー | スロバキア     | 香港           | スウェーデン             | ポーランド               | イギリス                 |
| Game256 | 2012年3月21日  | ハンガリー | スロバキア     | ポーランド     | イギリス                 | セルビア                 | フィンランド             |
| Game257 | 2012年3月26日  | ハンガリー | スロバキア     | ポーランド     | イギリス                 | フィンランド             | 日本                     |
| Game258 | 2012年4月4日   | ハンガリー | アメリカ合衆国 | スロバキア     | カナダ                   | ポーランド               | イギリス                 |
| Game259 | 2012年4月10日  | ハンガリー | アメリカ合衆国 | スロバキア     | ポーランド               | カナダ                   | イギリス                 |
| Game260 | 2012年4月16日  | ハンガリー | スロバキア     | ポーランド     | アメリカ合衆国           | セルビア                 | イギリス                 |
| Game261 | 2012年4月25日  | ハンガリー | ポーランド     | スロバキア     | アメリカ合衆国           | 日本                     | スペイン                 |
| Game262 | 2012年5月3日   | ハンガリー | スロバキア     | ポーランド     | アメリカ合衆国           | セルビア                 | 日本                     |
| Game263 | 2012年5月8日   | ハンガリー | スロバキア     | アメリカ合衆国 | ポーランド               | 香港                     | ロシア                   |
| Game264 | 2012年5月17日  | ハンガリー | ポーランド     | スロバキア     | アメリカ合衆国           | 香港                     | ブルガリア               |
| Game265 | 2012年5月22日  | ハンガリー | ポーランド     | スロバキア     | 日本                     | アメリカ合衆国           | 香港                     |
| Game266 | 2012年5月28日  | ハンガリー | スロバキア     | ノルウェー     | アメリカ合衆国           | ポーランド               | 日本                     |
| Game267 | 2012年6月6日   | ハンガリー | 日本           | スロバキア     | ポーランド               | ブルガリア               | アメリカ合衆国           |
| Game268 | 2012年6月13日  | ハンガリー | ポーランド     | 日本           | スロバキア               | クロアチア               | アメリカ合衆国           |
| Game269 | 2012年6月21日  | ハンガリー | ポーランド     | スロバキア     | クロアチア               | アメリカ合衆国           | デンマーク               |
| Game270 | 2012年6月26日  | ハンガリー | 日本           | スロバキア     | ポーランド               | デンマーク               | クロアチア               |
| Game271 | 2012年7月4日   | ハンガリー | 日本           | スロバキア     | ポーランド               | ドイツ                   | クロアチア               |
| Game272 | 2012年7月10日  | ハンガリー | フィンランド   | 日本           | スロバキア               | ポーランド               | ブルガリア               |
| Game273 | 2012年7月19日  | ハンガリー | 日本           | スロバキア     | ポーランド               | クロアチア               | アメリカ合衆国           |
| Game274 | 2012年7月24日  | ハンガリー | スロバキア     | 韓国           | ポーランド               | クロアチア               | アメリカ合衆国           |
| Game275 | 2012年8月1日   | ハンガリー | ポーランド     | アメリカ合衆国 | スロバキア               | クロアチア               | 日本                     |
| Game276 | 2012年8月7日   | ハンガリー | アメリカ合衆国 | セルビア       | ポーランド               | スロバキア               | ドイツ                   |
| Game277 | 2012年8月14日  | ハンガリー | アメリカ合衆国 | ポーランド     | セルビア                 | スロバキア               | カナダ                   |
| Game278 | 2012年8月23日  | フランス   | ハンガリー     | アメリカ合衆国 | ポーランド               | 日本                     | スロバキア               |
| Game279 | 2012年8月28日  | フランス   | ハンガリー     | アメリカ合衆国 | 日本                     | スロバキア               | ポーランド               |
| Game280 | 2012年9月5日   | 日本       | ハンガリー     | アメリカ合衆国 | ノルウェー               | フランス                 | ポーランド               |
| Game281 | 2012年9月10日  | 日本       | ハンガリー     | ポーランド     | ノルウェー               | アメリカ合衆国           | スロバキア               |
| Game282 | 2012年9月20日  | 日本       | ハンガリー     | ポーランド     | スロバキア               | アメリカ合衆国           | アゼルバイジャン         |
| Game283 | 2012年9月25日  | 日本       | ハンガリー     | ポーランド     | アメリカ合衆国           | スロバキア               | 香港                     |
| Game284 | 2012年10月1日  | 日本       | ハンガリー     | スロバキア     | ポーランド               | アメリカ合衆国           | イギリス                 |
| Game285 | 2012年10月10日 | 日本       | ハンガリー     | スロバキア     | アメリカ合衆国           | ポーランド               | イギリス                 |
| Game286 | 2012年10月15日 | ハンガリー | 日本           | スロバキア     | ポーランド               | アメリカ合衆国           | イギリス                 |
| Game287 | 2012年10月23日 | ハンガリー | 日本           | スロバキア     | ノルウェー               | アメリカ合衆国           | ポーランド               |
| Game288 | 2012年11月1日  | 日本       | ハンガリー     | スロバキア     | ポーランド               | アメリカ合衆国           | カナダ                   |
| Game289 | 2012年11月8日  | ハンガリー | 日本           | スロバキア     | ポーランド               | アメリカ合衆国           | イギリス                 |
| Game290 | 2012年11月13日 | 日本       | ハンガリー     | アメリカ合衆国 | スロバキア               | ポーランド               | ノルウェー               |
| Game291 | 2012年11月21日 | 日本       | ハンガリー     | アメリカ合衆国 | スロバキア               | ポーランド               | カナダ                   |
| Game292 | 2012年11月27日 | ハンガリー | 日本           | アメリカ合衆国 | スロバキア               | ポーランド               | イギリス                 |
| Game293 | 2012年12月5日  | ハンガリー | 日本           | アメリカ合衆国 | スロバキア               | ノルウェー               | ポーランド               |
| Game294 | 2012年12月10日 | ハンガリー | 日本           | スロバキア     | アメリカ合衆国           | ポーランド               | イギリス                 |
| Game295 | 2012年12月18日 | ハンガリー | 日本           | スロバキア     | アメリカ合衆国           | ポーランド               | イギリス                 |
| Game296 | 2012年12月25日 | 日本       | ハンガリー     | スロバキア     | アメリカ合衆国           | ノルウェー               | ポーランド               |
| Game297 | 2012年12月31日 | 日本       | ハンガリー     | アメリカ合衆国 | スロバキア               | ポーランド               | スロベニア               |
| Game298 | 2013年1月8日   | ハンガリー | 日本           | アメリカ合衆国 | フランス                 | スロバキア               | ポーランド               |
| Game299 | 2013年1月17日  | ハンガリー | 日本           | ポーランド     | ノルウェー               | アメリカ合衆国           | スロバキア               |
| Game300 | 2013年1月23日  | ハンガリー | ポーランド     | アメリカ合衆国 | 日本                     | スロバキア               | フィンランド             |
| Game301 | 2013年1月29日  | ハンガリー | ポーランド     | アメリカ合衆国 | スロバキア               | フィンランド             | 日本                     |
| Game302 | 2013年2月4日   | ハンガリー | ロシア         | ポーランド     | アメリカ合衆国           | スロバキア               | フィンランド             |
| Game303 | 2013年2月11日  | ハンガリー | アメリカ合衆国 | ポーランド     | スロバキア               | イギリス                 | ノルウェー               |
| Game304 | 2013年2月21日  | ハンガリー | アメリカ合衆国 | ポーランド     | ノルウェー               | スロバキア               | イギリス                 |
| Game305 | 2013年2月26日  | ハンガリー | アメリカ合衆国 | スロバキア     | ポーランド               | フランス                 | イギリス                 |
| Game306 | 2013年3月6日   | ハンガリー | アメリカ合衆国 | ポーランド     | フィンランド             | イギリス                 | スロバキア               |
| Game307 | 2013年3月11日  | ハンガリー | 台湾           | アメリカ合衆国 | ポーランド               | ラトビア                 | スロバキア               |
| Game308 | 2013年3月21日  | ハンガリー | ポーランド     | アメリカ合衆国 | フィンランド             | 台湾                     | スロバキア               |
| Game309 | 2013年3月26日  | 日本       | ハンガリー     | フランス       | アメリカ合衆国           | 台湾                     | ポーランド               |
| Game310 | 2013年4月2日   | 日本       | ハンガリー     | ポーランド     | アメリカ合衆国           | ブルガリア               | 台湾                     |
| Game311 | 2013年4月10日  | 日本       | ハンガリー     | フィンランド   | ポーランド               | アメリカ合衆国           | 台湾                     |
| Game312 | 2013年4月17日  | 日本       | ハンガリー     | ポーランド     | アメリカ合衆国           | フィンランド             | イギリス                 |
| Game313 | 2013年4月23日  | 日本       | ハンガリー     | アメリカ合衆国 | イギリス                 | ポーランド               | 台湾                     |
| Game314 | 2013年5月2日   | 日本       | ハンガリー     | ポーランド     | アメリカ合衆国           | 台湾                     | イギリス                 |
| Game315 | 2013年5月8日   | 日本       | ハンガリー     | アメリカ合衆国 | ポーランド               | 中国                     | 台湾                     |
| Game316 | 2013年5月16日  | 日本       | 中国           | ハンガリー     | アメリカ合衆国           | ドイツ                   | ポルトガル               |
| Game317 | 2013年5月21日  | 日本       | 中国           | ハンガリー     | ノルウェー               | フランス                 | アメリカ合衆国           |
| Game318 | 2013年5月28日  | 日本       | ハンガリー     | 中国           | アメリカ合衆国           | フランス                 | ノルウェー               |
| Game319 | 2013年6月3日   | 日本       | ハンガリー     | 中国           | アメリカ合衆国           | セルビア                 | Other                    |
| Game320 | 2013年6月11日  | 日本       | ハンガリー     | アメリカ合衆国 | 中国                     | ポーランド               | フィンランド             |
| Game321 | 2013年6月20日  | ハンガリー | 日本           | 中国           | アメリカ合衆国           | ポーランド               | スロバキア               |
| Game322 | 2013年6月26日  | ハンガリー | 日本           | ポーランド     | アメリカ合衆国           | 中国                     | フィンランド             |
| Game323 | 2013年7月2日   | 日本       | ハンガリー     | アメリカ合衆国 | ポーランド               | 中国                     | フィンランド             |
| Game324 | 2013年7月9日   | ハンガリー | 日本           | アメリカ合衆国 | イギリス                 | ポーランド               | 中国                     |
| Game325 | 2013年7月17日  | ハンガリー | 日本           | アメリカ合衆国 | ポーランド               | フィンランド             | イギリス                 |
| Game326 | 2013年7月25日  | ハンガリー | 日本           | アメリカ合衆国 | ポーランド               | フィンランド             | スロバキア               |
| Game327 | 2013年7月30日  | ハンガリー | 日本           | ポーランド     | フィンランド             | アメリカ合衆国           | イギリス                 |
| Game328 | 2013年8月6日   | 香港       | ハンガリー     | 日本           | アメリカ合衆国           | ポーランド               | イギリス                 |
| Game329 | 2013年8月12日  | ハンガリー | 日本           | 香港           | ポーランド               | アメリカ合衆国           | チリ                     |
| Game330 | 2013年8月22日  | ハンガリー | ポーランド     | 日本           | アメリカ合衆国           | ブルガリア               | 香港                     |
| Game331 | 2013年8月28日  | ハンガリー | 日本           | ポーランド     | アメリカ合衆国           | イラン                   | ノルウェー               |
| Game332 | 2013年9月4日   | ハンガリー | 日本           | ポーランド     | フランス                 | アメリカ合衆国           | エストニア               |
| Game333 | 2013年9月10日  | ハンガリー | 日本           | ポーランド     | アメリカ合衆国           | ルーマニア               | フィンランド             |
| Game334 | 2013年9月16日  | ハンガリー | 日本           | ポーランド     | アメリカ合衆国           | クロアチア               | スロバキア               |
| Game335 | 2013年9月24日  | ハンガリー | 日本           | ポーランド     | フランス                 | ブラジル                 | クロアチア               |
| Game336 | 2013年10月2日  | ハンガリー | 日本           | ポーランド     | クロアチア               | ボスニア・ヘルツェゴビナ | アメリカ合衆国           |
| Game337 | 2013年10月9日  | ハンガリー | 日本           | ポーランド     | ポルトガル               | スロバキア               | アメリカ合衆国           |
| Game338 | 2013年10月16日 | ハンガリー | ポルトガル     | 日本           | ポーランド               | アメリカ合衆国           | ノルウェー               |
| Game339 | 2013年10月24日 | ハンガリー | ポルトガル     | 日本           | ポーランド               | アメリカ合衆国           | スロバキア               |
| Game340 | 2013年10月28日 | ハンガリー | 日本           | ポーランド     | アメリカ合衆国           | スロバキア               | フィンランド             |
| Game341 | 2013年11月5日  | ハンガリー | 日本           | ポーランド     | アメリカ合衆国           | カナダ                   | スロバキア               |
| Game342 | 2013年11月13日 | ハンガリー | 日本           | スロバキア     | アメリカ合衆国           | ポーランド               | フィンランド             |
| Game343 | 2013年11月19日 | ハンガリー | 日本           | アメリカ合衆国 | ポーランド               | メキシコ                 | スロバキア               |
| Game344 | 2013年11月28日 | ハンガリー | アメリカ合衆国 | スロバキア     | ポーランド               | 日本                     | 香港                     |
| Game345 | 2013年12月3日  | ハンガリー | 日本           | ノルウェー     | アメリカ合衆国           | スロバキア               | ポーランド               |
| Game346 | 2013年12月12日 | ハンガリー | 日本           | ポーランド     | スロバキア               | イタリア                 | アメリカ合衆国           |
| Game347 | 2013年12月18日 | ハンガリー | 日本           | スロバキア     | アメリカ合衆国           | ポーランド               | 香港                     |
| Game348 | 2013年12月24日 | ハンガリー | 日本           | スロバキア     | ルーマニア               | ポーランド               | 香港                     |
| Game349 | 2013年12月30日 | ハンガリー | 日本           | スロバキア     | ポーランド               | アメリカ合衆国           | オランダ                 |
| Game350 | 2014年1月2日   | ハンガリー | 日本           | スロバキア     | ポーランド               | アメリカ合衆国           | フィンランド             |

| 回                           | 1位        | 2位        | 3位            | 4位            | 5位            | 6位            |
| ---------------------------- | ---------- | ---------- | -------------- | -------------- | -------------- | -------------- |
| 2007 league（Game1 - 34）    | 日本       | ハンガリー | 台湾           | ポーランド     | フィンランド   | チリ           |
| 2008 league（Game35 - 87）   | 日本       | ハンガリー | Other          | 北マケドニア   | ポーランド     | 台湾           |
| 2009 league（Game88 - 139）  | ハンガリー | 日本       | ポーランド     | Other          | ブルガリア     | フィンランド   |
| 2010 league（Game140 - 190） | ハンガリー | 日本       | フィンランド   | ポーランド     | トーゴ         | 台湾           |
| 2011 league（Game191 - 244） | ハンガリー | 日本       | ポーランド     | ノルウェー     | スロバキア     | イギリス       |
| 2012 league（Game245 - 297） | ハンガリー | スロバキア | ポーランド     | 日本           | アメリカ合衆国 | イギリス       |
| 2013 league（Game298 - 349） | ハンガリー | 日本       | アメリカ合衆国 | ポーランド     | スロバキア     | フィンランド   |
| 2014 league（Game350 - 402） | ハンガリー | 日本       | ルーマニア     | スロバキア     | ポーランド     | アメリカ合衆国 |
| 2015 league（Game403 - 455） | ハンガリー | 日本       | ポーランド     | スロバキア     | アメリカ合衆国 | イギリス       |
| 2016 league（Game456 - 507） | ハンガリー | 日本       | スロバキア     | ポーランド     | アメリカ合衆国 | イギリス       |
| 2017 league（Game508 - 536） | スロバキア | ハンガリー | ポーランド     | アメリカ合衆国 | メキシコ       | イギリス       |

## マスコミの報道
ハンガリーでは、民放局であるRTL Klubで2007年5月28日18時48分ごろ（中央ヨーロッパ夏時間）にニュースで放送された。放送時間はおよそ1分30秒であった。更に、2007年6月5日には国営テレビ局のニュースで放送された。
日本では2008年4月4日、NHKのテレビ番組ザ☆ネットスターの冒頭で「世界クリック選手権」と題され紹介された。BSフジのテレビ番組『ワッチミー!TV×TV』でも2009年9月27日放送回でイギリス発祥の「クリック選手権」として紹介された。同番組ではハンガリーでの社会現象の面も取り上げられた。

## その他
- 管理人は同ページでTシャツとマグカップを販売している[5]。